# Johnson-Reed Act

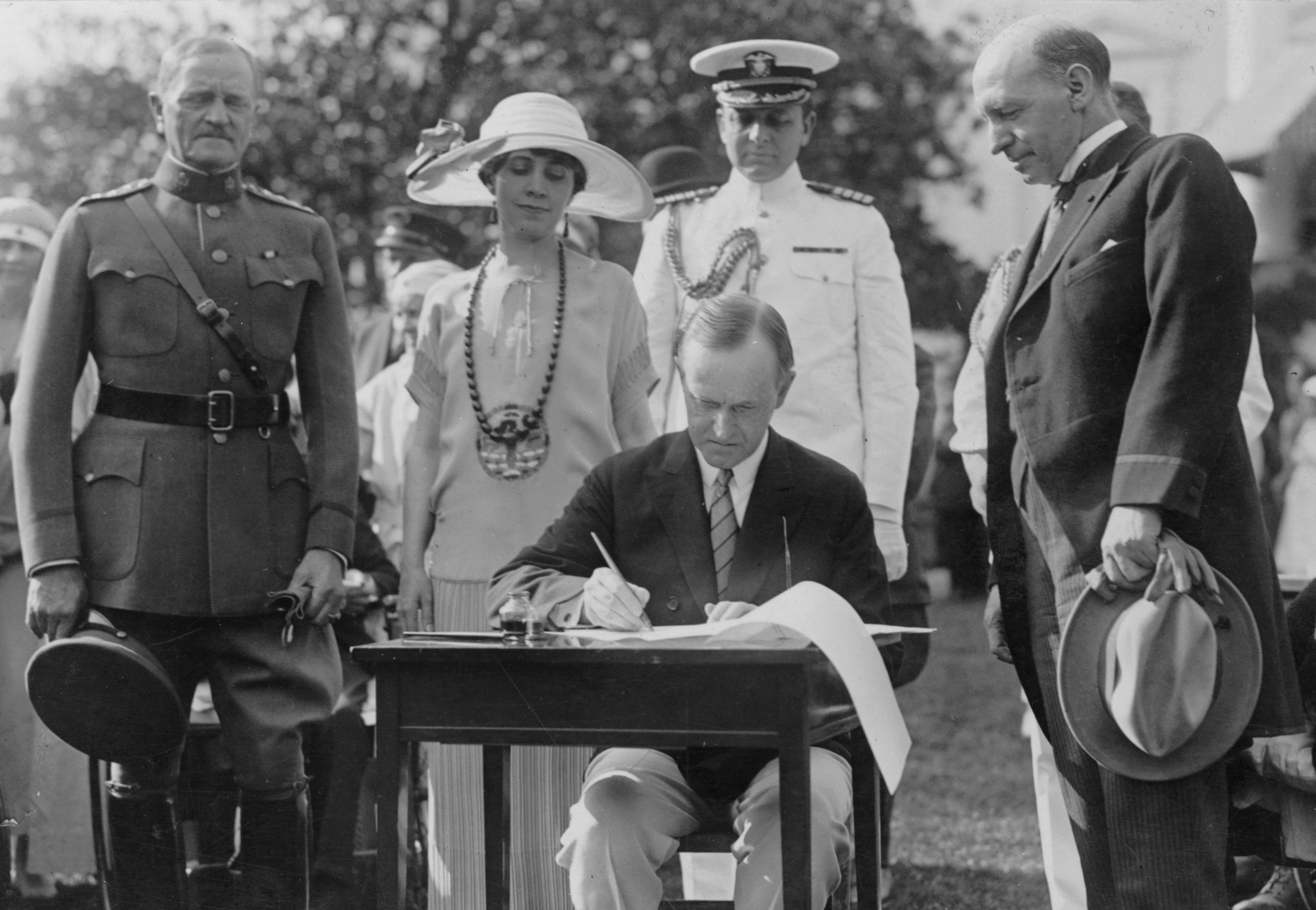
O Presidente Calvin Coolidge assina a Lei de Emigração de 1924 no relvado sul da Casa Branca, em conjunto com legislação que cativa verbas para o Serviço de Apoio aos Veteranos de Guerra (Veterans Bureau). John J. Pershing está à direita do Presidente Calvin Coolidge.

Johnson-Reed Act ou Lei da Imigração de 1924 (Immigration Act of 1924) foi um regime legal regulador da imigração para os Estados Unidos da América que vigorou entre 1924 e 1965. Incluía, como legislação complementar, o National Origins Act (Lei das Origens Nacionais) e o Asian Exclusion Act (43 Statutes-at-Large 153 ou Lei da Exclusão dos Asiáticos), criando um regime jurídico federal que limitava o número de imigrantes que podiam ser admitidos nos Estados Unidos da América a um máximo de 2% do número total de pessoas com aquela origem nacional que já residisse no país em 1890. Aquela percentagem era uma redução em relação ao limite de 3% fixado pela Immigration Restriction Act of 1921 (Lei da Restrição da Emigração de 1921), a qual também tomava como referência o resultado do censo populacional de 1890. Aquela lei substituiu a lei de emergência de fixação de quotas para imigrantes (Emergency Quota Act), de 1921, e destinava-se a travar o crescimento da imigração de europeus do sul, na sua maioria católicos romanos, e de eslavos e judeus da Europa Oriental, que tinham começado a chegar aos Estados Unidos em grande número a partir da década de 1890, e a proibir a entrada de asiáticos, de indianos e de outros não-europeus que não fossem elegíveis para naturalização.